# Filsen
Filsen är en kommun och ort i Rhein-Lahn-Kreis i det tyska förbundslandet Rheinland-Pfalz. Filsen, som för första gången omnämns i ett dokument från år 1230, har cirka 600 invånare.
Kommunen ingår i kommunalförbundet Verbandsgemeinde Loreley tillsammans med ytterligare 21 kommuner.